# Loverboy – Liebe auf Bestellung
Loverboy – Liebe auf Bestellung (OT: Loverboy) ist eine US-amerikanische Filmkomödie aus dem Jahr 1989. Regie führte Joan Micklin Silver, das Drehbuch schrieben Leslie Dixon, Tom Ropelewski und Robin Schiff.

## Handlung
Der College-Student Randy Bodek muss sich aufgrund schlechter Schulleistungen das Geld für ein weiteres Jahr selbst verdienen und nimmt einen Job als Pizzazusteller an. Zufällig lernt er, nachdem er von einer anderen Frau abgewiesen worden ist, eine Kaufhausbesitzerin kennen. Sie wird seine Geliebte und empfiehlt ihn später für diese Art Entgegenkommen ihren Freundinnen weiter. Randy beginnt eine Karriere als Gigolo.
Auf dem College lernte Randy die gleichaltrige Jenny Gordon kennen, in die er sich verliebt. Währenddessen nimmt sein Vater Joe Bodek irrtümlich an, sein Sohn sei homosexuell. Er offenbart seine Vermutungen seinem Geschäftspartner Harry Bruckner, für den er ein Lagergebäude baut. Joes Ehefrau Diane vermutet anhand zufälliger Bemerkungen, ihr Ehemann betrüge sie. So fragt sie nach den Stimmen im Hintergrund als Joe einen Rohrbruch auf der Baustelle zu beherrschen versucht. Die beiläufige Antwort ein paar Nutten interpretiert sie als ob ihr Mann sich mit den Frauen vergnügte. Diane bekommt von einer ihrer Freundinnen die Telefonnummer der Pizzeria und das Codewort für Liebesdienste.
Randy sieht in einer Nacht in einem Alptraum, dass der Ehemann einer der Kundinnen ihn misshandelt. Am nächsten Abend kommt Harry Bruckner, dessen Frau Kyoko Randy gerade verführt, unerwartet früh nach Hause. Harry schöpft Verdacht, Randy kann gerade noch entkommen.
Harry Bruckner sucht einen Arzt auf, den er für den Liebhaber seiner Frau hält. Nach der Klärung besuchen die Männer gemeinsam einen weiteren Verdächtigen, den Fitnesstrainer Claude Delancy. Er gesteht weinend, seine Frau betrüge ihn – zu dritt forschen die Männer weiter.
Randy will aussteigen, aber sein Freund, der die Bestellungen annimmt, überredet ihn zu einem letzten Auftrag. In einem Motel sieht er die eigene Mutter und kann entkommen, bevor er erkannt werden kann. Ein Ersatzmann, der für Randy einspringen will, erscheint. Diane überlegt es sich inzwischen anders und sagt, sie sei eine verheiratete Frau. Sie fährt zur Feier ihres Hochzeitstages, die an diesem Abend stattfindet. Der für sie entflammte Ersatzliebhaber verfolgt sie durch die halbe Stadt, um ihr Interesse auf sich zu ziehen.
Ein Junge will Jenny für sich erobern und erzählt ihr von Randys Nebenbetätigung. Randy fordert ihn am Rande der Hochzeitsfeier heraus. Gerade als die Jungen sich auf einem Parkplatz prügeln, erscheinen Bruckner, Delancy und der Arzt. Bruckner sagt, er habe von Randys Vater gehört, dass Randy homosexuell sei. Statt seiner verprügeln die drei Männer den anderen Jungen, den sie für den vermeintlichen Liebesdiener halten.
Diane versöhnt sich mit Joe und Jenny vergibt Randy. Randy stellt seine Freundin den Eltern vor. Bruckner und die beiden anderen Männer wollen Randy verprügeln, die Polizei erscheint. Die Männer beschädigen das Polizeiauto. Der Arzt und der Fitnesstrainer versöhnen sich mit ihren Partnerinnen, die die Männer auf Kaution aus dem Arrest freibekommen. Lediglich Kyoko nutzt die Chance. Sie erscheint zwar auf der Wache, überlegt es sich aber anders und hinterlässt keine Kaution.

## Kritiken
Jonathan Rosenbaum schrieb im Chicago Reader, Patrick Dempsey sei in der lediglich tolerierbaren Komödie fehlbesetzt. Der Film sei wie die meisten US-amerikanischen Sexkomödien puritanisch.
Die Zeitschrift TV direkt 14/2006 spottete: Mit extra viel Käse.